# Яторец
Яторец или Ятурец (на македонска литературна норма: Јаторец) е исторческо село в Северна Македония, в община Вапа (Център Жупа).

## География
Селото е било разположено в областта Жупа, на няколко километра северно от Коджаджик, в северните склонове на Коджаджишката планина.

## История
Селото на практика е било махала на Коджаджик.
На Етнографската карта на Битолския вилает на Картографския институт в София от 1901 година Яторец е чисто турско село в Дебърската каза на Дебърския санджак с 25 къщи.